# Éric Judor
Éric Judor (n. 25 iulie 1968, Meaux, Région parisienne, Franța) este un actor francez, regizor, scenarist și comediant francez. A deveni celebru alături de Ramzy Bedia, cu duoul comic Éric et Ramzy.
Éric et Ramzy a apărut în special in serialul H ( 1998-2002), care i-a făcut deosebit de cunoscuți alături de Jamel Debbouze.
După mai multe lungmetraje alături de prietenul său Ramzy, a început o carieră ca actor solo.
A creat, scris și produs serialul Platane (2011 - 2019) pentru Canal +, dar este și cap de afiș al comediilor Mohamed Dubois (2013), Problemos (2017) și Roulez jeunesse (2018).
În 2023, a apărut în serialul Netflix Singurul candidat.

## Filmografie

### Actor în filme de cinema
- 1999 : Recto Verso de Jean-Marc Longval : Alain
- 1999 : Le Ciel, les Oiseaux et... ta mère ! de Djamel Bensalah : le journaliste en voix off
- 2001 : La Tour Montparnasse infernale de Charles Nemes : Éric
- 2001 : Les Rois mages : un passager à l'aéroport
- 2003 : Pecan Pie, court-métrage de Michel Gondry : un pompiste
- 2004 : Double Zéro de Gérard Pirès : Benoît « Ben » Rivière
- 2004 : Les Dalton de Philippe Haïm : Joe Dalton
- 2005 : Il était une fois dans l'Oued de Djamel Bensalah : un commerçant
- 2005 : Barfuss de Til Schweiger : l'homme dans la voiture
- 2007 : Steak de Quentin Dupieux : Blaise / Chuck
- 2008 : Seuls Two, Acteurs, de Éric et Ramzy : Gervais
- 2009 : Neuilly sa mère ! de Gabriel Julien-Laferrière : un médiateur de la cité
- 2010 : Der Atem des Himmels⁠(de)[traduceți][7] de Reinhold Bilgeri : Maurice
- 2010 : Il reste du jambon ? de Anne Depétrini : le vigile
- 2011 : Halal Police d'État de Rachid Dhibou : le Kabyle
- 2011 : Au bistro du coin de Charles Nemes : l'infirmier
- 2012 : Hénaut Président de Michel Muller : lui-même
- 2012 : Wrong de Quentin Dupieux : Victor
- 2012 : The Axe Boat, court-métrage de Stéphane Marelli : Brandon
- 2013 : Mohamed Dubois de Ernesto Ona : Mohamed Dubois
- 2014 : Wrong Cops de Quentin Dupieux : l'officier Rough
- 2015 : Les Nouvelles Aventures d'Aladin de Arthur Benzaquen : le Génie d'Aladin
- 2016 : La Tour de contrôle infernale de lui-même : Ernest Krakenkrick
- 2016 : Hibou de Ramzy Bedia : Marius
- 2017 : Problemos de lui-même : Victor
- 2018 : Roulez jeunesse de Julien Guetta : Alex
- 2018 : Alad'2 de Lionel Steketee : le Génie d'Aladin
- 2020 : Tout simplement noir de Jean-Pascal Zadi : lui-même
- 2021 : Le Dernier Mercenaire de David Charhon : Paul
- 2023 : Un stupéfiant Noël ! de Arthur Sanigou : Richard Silestone